# マグリブ・テトゥアニ
マグリブ・テトゥアン（英語: Moghreb Tetouan、アラビア語: المغربأتلتيكوتطو）は、モロッコのテトゥアンを本拠地とするサッカークラブチームである。チーム名の「マグリブ」は、アラビア語でモロッコの意味。「マグレブ・テトゥアニ」、もしくは「マグレブ・テトゥアン」と表記されることがある。

## 概要
アトレティコ・マドリードのファンによって1922年に設立される。ボトラ2013-14シーズンで優勝し、FIFAクラブワールドカップ2014に開催国枠で出場 (成績は7位)。

## タイトル

### 国内タイトル
- ボトラ：2回
  - 2011-12, 2013-14

## 現所属メンバー
2016年1月20日現在
注：選手の国籍表記はFIFAの定めた代表資格ルールに基づく。
| No. | Pos. |          | 選手名                       |
| --- | ---- | -------- | ---------------------------- |
| 3   | DF   | モロッコ | モハメド・アバローン         |
| 4   | MF   | モロッコ | ソフィアン・ヤクハル         |
| 6   | DF   | モロッコ | メフジ・カラティ             |
| 7   | DF   | モロッコ | ユセフ・ボシュタ             |
| 8   | MF   | モロッコ | ノウザリア・エル・マイモウニ |
| 9   | FW   | モロッコ | ハムザ・アボウラゾーク       |
| 10  | MF   | モロッコ | ザイド・クローチ             |
| 11  | MF   | モロッコ | エルメフジ・アジミ           |
| 12  | GK   | モロッコ | モハメド・エルユースフィ     |
| 14  | DF   | モロッコ | アナス・ランバルド           |
| 15  | DF   | モロッコ | ユニス・ベラクダー           |
| 16  | DF   | モロッコ | ビラル・ラゾー               |
| 17  | FW   | モロッコ | ファウジ・アブデルガニ       |
| 19  | FW   | スペイン | へスス・ロドリゲス           |

| No. | Pos. |          | 選手名                             |
| --- | ---- | -------- | ---------------------------------- |
| 20  | MF   | モロッコ | アフメド・ジャフォー               |
| 21  | DF   | モロッコ | アブデサマド・ラフィック           |
| 22  | GK   | モロッコ | アドナン・エルアジミ               |
| 23  | MF   | モロッコ | サイド・グラッタ                   |
| 24  | MF   | モロッコ | アブデラモウラ・エルハドウミ       |
| 25  | FW   | オランダ | アニュアー・ハドーリ               |
| 26  | MF   | モロッコ | アブデラジミ・カドルフ             |
| 28  | MF   | スペイン | ホセ・マヌエル・ルエダ・サンペドロ |
| 29  | MF   | モロッコ | メフジミ・ナムリ                   |
| 30  | DF   | モロッコ | ハムザ・エルムーサ                 |
| 31  | GK   | モロッコ | ファウデ・ババアラー               |
| 35  | MF   | モロッコ | モハメド・マカージー               |
| 37  | FW   | モロッコ | サルマン・オウラド・エルハジ       |
| 38  | DF   | モロッコ | モハメド・サウジ                   |

監督
- セルジオ・ロベラ

## 歴代監督
- アントニオ・バリオス 1954-1955
- モハメド・ファキル 1988-1989
- ジェーンフランコイス・ジョーダー 2010-2011
- アジジ・アルアマリ 2011-2014
- セルジオ・ロベラ2014-2015

## 歴代所属選手
- ワリド・レグラギ 2009
- アミン・エルバッチ 2009-2010
- ムフシン・ヤジュール  2014-2015
- クリスティアン・イダルゴ 2015-2016
- アフメド・ジャフォー 2010-2015
- ムーラタダ・フォール 2006-2010　2014-2015
- ユセフ・ラベー 2010-2011